# Trevor Steven
Trevor Steven, född 21 september 1963 i Berwick-upon-Tweed, är en före detta engelsk fotbollsspelare.
Steven var en högermittfältare med bra blick för spelet och som slog välriktade inlägg från kanten. Han började karriären i Burnley, där han gjorde debut 1981. Under de kommande två säsongerna kom han att ligga bakom ett flertal mål, vilket gjorde att Evertons tränare Howard Kendall, som höll på att bygga ett nytt ungt lag, lade ett bud på honom.
Burnley accepterade ett bud på 300 000 pund och Steven gick över till Everton sommaren 1983. Under hans första säsong i Everton blandades framgångar med motgångar. Laget blev inte bättre än sjua i ligan, men i cuperna gick det bättre. I ligacupfinalen mot Liverpool, som förlorades efter omspel, fanns inte Steven med. Däremot hade han stor del i 2–0-segern över Watford i FA-cupfinalen på Wembley Stadium två månader senare, då han slog inlägget till det andra målet som blev omdiskuterat. Hans långa, höga inlägg från högerkanten nådde Watfords straffområde, där Evertons anfallare Andy Gray och Watfords målvakt Steve Sherwood kämpade om bollen. Sherwood såg ut att ha bägge händerna på bollen, men Gray nickade bollen i mål, och frågan var om Gray var på målvakten. Målet godkändes dock, och Steven hade vunnit sin första stora titel.
Följande säsong utvecklades samarbetet mellan Steven och högerbacken Gary Stevens ytterligare. Kendall hade fullbordat sitt lagbygge, och Everton gick från klarhet till klarhet. Man blev ligamästare för första gången på femton år och gick återigen till final i FA-cupen. Chansen att vinna en "dubbel" försvann när Manchester United vann på Wembley efter förlängning, trots bara tio man på plan. Everton vann dock Cupvinnarcupen efter finalseger med 3–1 över Rapid Wien. Steven gjorde det andra målet på volley från nära håll efter att Rapid misslyckats med att rensa undan efter en hörna. Han gjorde även ett viktigt mål i semifinalen mot Beyern München.
En utmärkt säsong för Steven fullbordades när han i februari 1985 fick göra landslagsdebut för England i en VM-kvalmatch mot Nordirland. Steven fanns med i laget även under de kommande matcherna, och han gjorde sitt första landslagsmål i en vänskapsmatch mot Irland. När han gjorde sin femte landskamp mot Italien under en miniturnering i Nordamerika, hade han sällskap av lagkamraten i Everton, Gary Stevens. Steven fick dock snart konkurrens om högerytterplatsen när förbundskaptenen Bobby Robson prövade olika kombinationer för sina kantspelare. Chris Waddle var mer yvig och explosiv i sin spelstil än Steven, men Robson föredrog den jämnare lagspelaren Steven på högerkanten och han blev därmed förstavalet på positionen. Steven gjorde sitt andra mål för England när man besegrade USA med 5–0 i sommarturneringens sista match.
Everton var återigen med och kämpade om både ligatiteln och FA-cupen och Steven blev en av landets jämnaste spelare. Han höll hög klass i Everton och lyckades även behålla formen i landslaget när tillfälle gavs. I januari 1986 gjorde han det första målet i en 4–0-seger över Egypten i Kairo och han fortsatte att bli uttagen i landslaget under upptakten till VM i Mexiko.
Everton förlorade ligatiteln till Liverpool i säsongens sista match, och man förlorade även FA-cupfinalen mot Liverpool med 3–1. Säsongen slutade dock med att Steven blev uttagen till Englands VM-trupp. I öppningsmatchen mot Portugal valde Robson att spela med Waddle som ytter, men England spelade dåligt och förlorade med 1–0. Det gjordes dock inga förändringar, och i nästa match spelade man oavgjort mot Marocko, vilket gjorde att man var tvungna att vinna sin sista gruppspelsmatch för att gå vidare till nästa omgång. Som en konsekvens av detta fick Steven chansen på Waddles bekostnad. Detta visade sig bli ett lyckat drag. Stevens samarbete med Gary Stevens fungerade mycket bra, och Steven spelade fram till Gary Linekers ledningsmål. Steve Hodge spelade fram till Linekers andra mål och han fullbordade sitt hattrick efter en hörna slagen av Steven. Han var även med åttondelsfinalen mot Paraguay, men i kvartsfinalförlusten mot Argentina blev han utbytt till förmån för John Barnes i mitten av andra halvlek.
Nästa säsong, 1986/87, var Steven med sina 14 mål på 41 matcher en bidragande orsak till att Everton kunde bli ligamästare för andra gången på tre år. Han var även med i kvalet till EM 1988, och inför turneringen hade han kommit upp i 22 landskamper. EM blev dock ett misslyckande, då England förlorade alla sina tre gruppspelsmatcher. Steven var inte med i den första matchen mot Irland, men däremot spelade han både mot Nederländerna och Sovjetunionen.
Trots misslyckandet fick förbundskaptenen Bobby Robson vara kvar och Steven ingick i planerna när landslaget skulle försöka kvalificera sig till VM i Italien 1990. Hans lagkamrat Gary Stevens lämnade dock Everton för spel i Rangers, och Steven lyckades inte lika bra med sin nye kollega på högerkanten, Neil McDonald. Formen dalade under 1989 och Steven fick konkurrens av den skotske landslagsspelaren Pat Nevin. Landslagsspelet blev lidande och Steven blev inte uttagen förrän i slutet av säsongen när England mötte Skottland.
Efter 299 matcher och 60 mål för Everton lämnade Steven klubben för Glasgow Rangers, som betalade 1,5 miljoner pund för honom. Det fanns erbjudande från andra klubbar, men Steven valde Rangers för att få spela europeisk cupfotboll (engelska klubbar var avstängda från spel i Europa på grund av Heyselkatastrofen). Nu skulle han även få spela tillsammans med sin förre lagkamrat Gary Stevens.
Formen var nu på uppåtgående, och Steven blev uttagen i Englands VM-trupp. Waddle och Barnes var dock förstavalen på kanterna, och Steven fick inte spela förrän i kvartsfinalen mot Kamerun, då han fick göra ett inhopp i andra halvlek. Även i semifinalen mot Västtyskland fick han komma in efter att ha börjat matchen på bänken. England förlorade efter straffsparksläggning, men Steven slog ingen av straffarna. Bronsmatchen mot Italien, som England förlorade med 2–1, var enda matchen i turneringen som Steven spelade från start.
Under de kommande åren spelade Steven i ett antal vänskapslandskamper, men han var inte med i kvalmatcherna till EM 1992. Skadeproblem hos flera spelade gjorde dock att Steven kom med i EM-truppen, och han spelade i gruppspelsmatcherna mot Danmark och Frankrike, men petades i matchen mot Sverige. England förlorade och missade semifinalen. Efter 36 landskamper och fyra mål var nu Stevens landslagskarriär över.
1991 hade Steven flyttat till Olympique Marseille för 5,5 miljoner pund. Han stannade i en säsong och var med om att vinna franska ligan innan han återvände till Rangers för 2,4 miljoner pund. Med Rangers vann Steven fyra skotska ligamästerskap fram till 1994, men han spelade inte tillräckligt många matcher för att få medalj för ligatitlarna 1995 och 1996. Steven avslutade karriären 1997.
Efter spelarkarriären har Steven arbetat som expertkommentator på BBC och irländska RTE.